# Fort de Marina di Castagneto Carducci
Le fort de Marina di Castagneto Carducci (en italien : Forte di Marina di Castagneto Carducci) constitue une structure fortifiée du village de Marina di Castagneto Carducci, une frazione de la commune de Castagneto Carducci, dans la province de Livourne en Toscane, le long de la mer de Ligurie,.

## Histoire
La construction du fort remonte à la seconde moitié du XVIIIe siècle. La structure, conçue par Deodato Raj, avait, comme ses jumeaux et contemporains le Fort de Marina di Bibbona et le Fort Lorenese à Forte dei Marmi, de multiples objectifs : en plus de protéger la côte des attaques de pirates, elle constituait un avant-poste de surveillance sanitaire et de lutte contre la contrebande. De plus, sa construction était liée à la réforme du système douanier du grand-duché de Toscane décrétée par Pietro Leopoldo : en effet, le fort avait la possibilité d'être vendu et d'entamer des négociations au nom des fermes de la région, devenant ainsi un véritable point de référence pour l’expédition de marchandises par voie maritime.
Avec l'unification de l'Italie, fut créée en 1862 la Guardia di Finanza, qui s'installa à l'intérieur de la forteresse jusqu'à ce que, le 15 juillet 1977, elle abandonne définitivement la structure. Auparavant, le Fort avait également été confié à la famille Della Gherardesca et à la municipalité.
Depuis les années 1950, la Marina di Castagneto Carducci s'est développé autour du fort, qui, pendant la période estivale, est la destination d'un afflux notable de touristes.

## Description
Le complexe est composé de deux bâtiments adjacents. Le premier est constitué d'un bastion face à la mer, caractérisé par un mur de briques apparentes, tandis que le second est un bâtiment de plan carré, où se trouvaient à l'origine les salles de garde et, au rez-de-chaussée, les écuries de chevau-léger ; en effet, les cavaliers avaient pour tâche d'inspecter la côte en se déplaçant d'avant-poste en avant-poste.

## Galerie

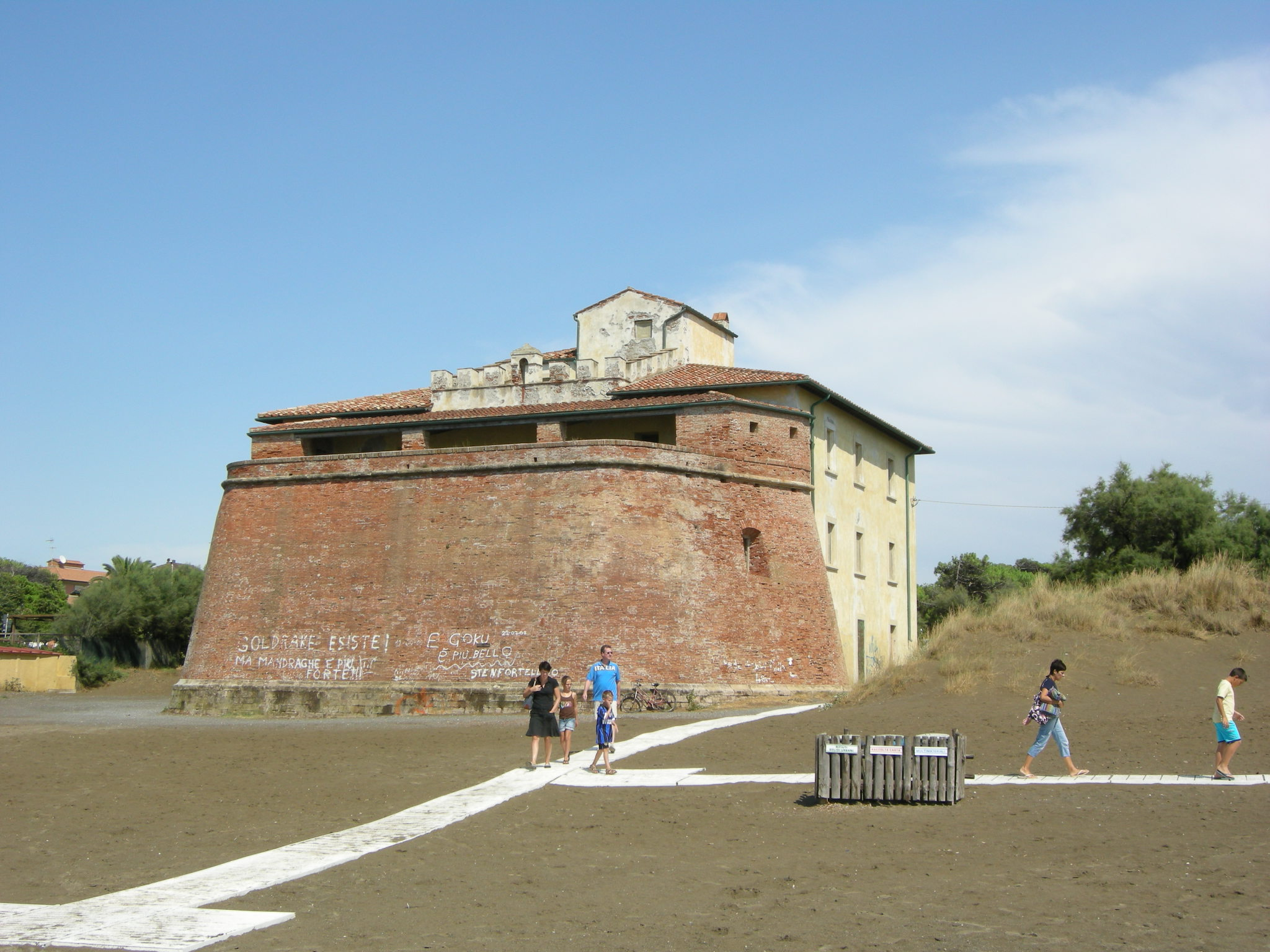
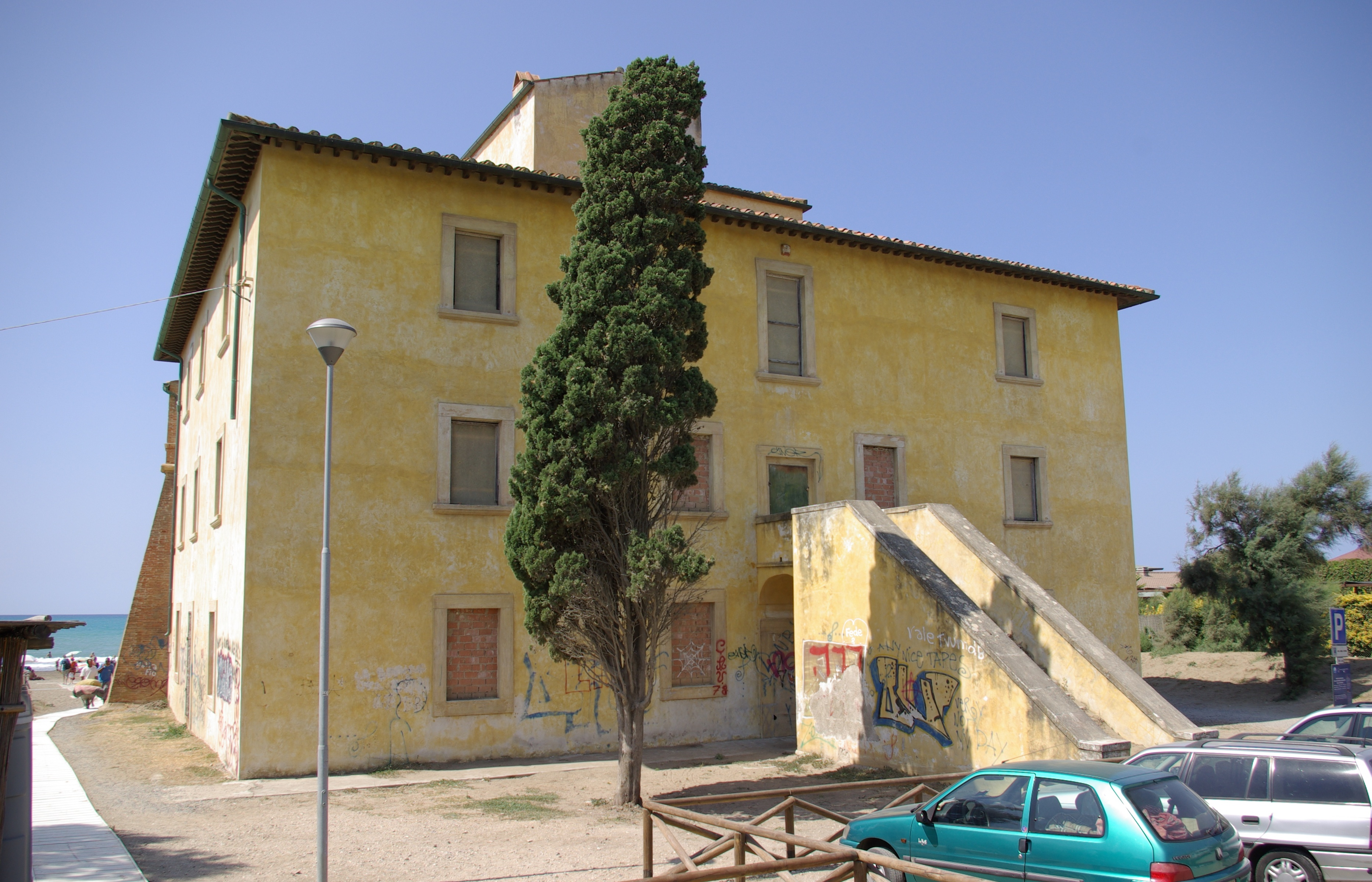